# Премия «Давид ди Донателло» за лучший документальный фильм
Премия «Давид ди Донателло» за лучший документальный фильм (итал. David di Donatello per il miglior documentario di lungometraggio) — один из призов национальной итальянской кинопремии «Давид ди Донателло».

## Победители и номинанты

### 2000-е
- 2004
  - Guerra, режиссёр Пиппо Дельбонно
  - A scuola, режиссёр Леонардо Ди Костанзо
  - L’esplosione, режиссёр Джованни Пиперно
  - Padre Pio express, режиссёр Илария Фреччия
  - Segni particolari: appunti per un film sull’Emilia-Romagna, режиссёр Джузеппе Бертолуччи
  - L’uomo segreto, режиссёр Нино Биццарри

- 2005
  - Особое молчание, режиссёр Стефано Рулли
  - I dischi del sole, режиссёр Люка Пасторе
  - In viaggio con Che Guevara, режиссёр Джанни Мина
  - Passaggi di tempo — Il viaggio di Sonos 'e Memoria, режиссёр Джанфранко Кабидду
  - I ragazzi della Panaria, режиссёр Нелло Корреалле

- 2006
  - Il bravo gatto prende i topi, режиссёр Франческо Конверсано и Нене Григнаффини
  - In un altro paese, режиссёр Марко Турко
  - L’isola di Calvino, режиссёр Роберто Джаннарелли
  - Piccolo Sole — Vita и morte di Henri Crolla, режиссёр Нино Биццарри
  - Primavera in Kurdistan, режиссёр Стефано Савона
  - Volevo solo vivere, режиссёр Mimmo Calopresti

- 2007
  - Il mio paese, режиссёр Даниэль Викари
  - 100 anni della nostra storia, режиссёр Джанфранко Панноне и Марко Пуччони
  - Bellissime (seconda parte), режиссёр Джованна Гальярдо
  - Souvenir Srebrenica, режиссёр Лука Росини
  - L’udienza è aperta, режиссёр Винченцо Марра

- 2008
  - Madri, режиссёр Барбара Куписти
  - Centravanti nato, режиссёр Жанклаудио Гвидуччи
  - La minaccia, режиссёр Сильвия Люци, Лука Беллино
  - Il passaggio della linea, режиссёр Пьетро Марчелло
  - Vogliamo anche le rose, режиссёр Алина Марацци

- 2009
  - Rata nece biti (La guerra non ci sarà), режиссёр Даниэле Гальяноне
  - 211: Anna, режиссёр Giovanna Massimetti и Паоло Сербандини
  - Come un uomo sulla Terra, режиссёр Андрей Сегре, Дагмави Йимер, в сотрудничестве с Риккардо Биадене
  - Diario di un curato di montagna, режиссёр Стефано Савериони
  - Non tacere, режиссёр Фабио Гримальди

### 2010-е
- 2010
  - La bocca del lupo, режиссёр Пьетро Марчелло
  - Hollywood sul Tevere, режиссёр Марко Спагноли
  - L’isola dei sordobimbi, режиссёр Стефано Каттини
  - The One Man Beatles, режиссёр Козимо Мессери
  - Valentina Postika in attesa di partire, режиссёр Кэтрин Карон

- 2011
  - È stato morto un ragazzo, режиссёр Филиппо Вендеммиати
  - L’ultimo Gattopardo: Ritratto di Goffredo Lombardo, режиссёр Джузеппе Торнаторе
  - Ritratto di mio padre, режиссёр Мария Соле Тоньяцци
  - This is my Land… Hebron, режиссёр Стивен Натансон и Джулия Амати
  - Ward 54, режиссёр Моника Маджони

- 2012
  - Tahrir Liberation Square, режиссёр Стефано Савона
  - Il castello, regia Массимо Д’Анольфи и Мартина Паренти
  - Lasciando la baia del re, режиссёр Клаудия Чиприани
  - Pasta nera, режиссёр Алессандро Пива
  - Polvere — Il grande processo dell’amianto, режиссёр Николо Бруна и Андреа Прандстраллер
  - Zavorra, режиссёр Винсент Минео

- 2013
  - Anija (La nave), режиссёр Роланд Сейко
  - Bad Weather, режиссёр Джованни Джомми
  - Fratelli & sorelle — Storie di carcere, режиссёр Барбара Куписти
  - Nadea и Sveta, режиссёр Маура Дельперо
  - Pezzi, режиссёр Лука Феррари

- 2014
  - Stop the Pounding Heart — Trilogia del Texas, atto III, режиссёр Roberto Minervini
  - Dal profondo, режиссёр Валентина Педичини
  - Il segreto, режиссёр Cyop & Kaf
  - In utero Srebrenica, режиссёр Джузеппе Карриери
  - L’amministratore, режиссёр Винченцо Марра
  - Sacro GRA, режиссёр Джанфранко Рози

- 2015
  - Belluscone - una storia siciliana, режиссёр Франко Мореско
  - Enrico Lucherini - Ne ho fatte di tutti i colori, режиссёр Марко Спаньоли
  - Io sto con la sposa, режиссёр Антонио Аугульяро, Габриэле Дель Гранде, Халед Солиман Аль Насири
  - Quando c'era Berlinguer, режиссёр Вальтер Вельтрони
  - Sul Vulcano, режиссёр Джанфранко Панноне

- 2016
  - S is for Stanley - Trent'anni dietro al volante per Stanley Kubrick, режиссёр Алекс Инфашелли
  - I bambini sanno, режиссёр Вальтер Вельтрони
  - Harry's Bar, режиссёр Карлотта Черкуэтти
  - Другая сторона, режиссёр Роберто Минервини
  - Revelstoke. Un bacio nel vento, режиссёр Никола Моруцци

- 2017
  - Больные до футбола: Самый сумасшедший чемпионат мира, режиссёр Вольфанго Де Биази
  - 60 — Ieri, oggi, domani, режиссёр Джорджо Тревес
  - Acqua e zucchero: Carlo Di Palma, i colori della vita, режиссёр Фариборз Камкари
  - Liberami, режиссёр Федерика Ди Джакомо
  - Magic Island, режиссёр Марко Амента

- 2018
  - Яркое безумие Марко Феррери / La lucida follia di Marco Ferreri, режиссёр Ансельма Делльолио
  - Итальянская работа: Paramount Pictures e l'Italia / The italian jobs: Paramount Pictures e l'Italia, режиссёр Марко Спаньоли
  - Саро / Saro, режиссёр Энрико Мария Артале
  - Ура Джузеппе / Evviva Giuseppe, режиссёр Стефано Консильо
  - '78 — Vai piano ma vinci, режиссёр Алиса Филиппи

- 2019
  - Сантьяго, Италия, режиссёр Нанни Моретти
  - Прощай, Сайгон!, режиссёр Вильма Лабате
  - Фридкин: Невошедшее, режиссёр Франческо Зиппель
  - Джулиан Шнабель: Частный портрет, режиссёр Паппи Корсикато
  - La strada dei Samouni, режиссёр Стефано Савона

### 2020-е
- 2020
  - Селфи, режиссёр Агостино Ферренте
  - Citizen Rosi, режиссёры Диди Ньокки и Каролина Рози
  - Бесконечный Феллини, режиссёр Эудженио Каппуччио
  - Мафия уже не та, что раньше, режиссёр Франко Мареско
  - Se c'è un aldilà sono fottuto - Vita e cinema di Claudio Caligari, режиссёры Симона Изола и Фаусто Тромбетта